# Bitwa pod Fulford
Bitwa pod Fulford − bitwa stoczona 20 września 1066 roku przez wojska anglosaskich earlów Mercji i Northumbrii z wikingami króla norweskiego Haralda III Surowego zakończona została porażką Anglosasów.
Brat Harolda Godwinsona Tostig, którego za liczne występki i ciśnięcie ludności wysokimi podatkami skazano na banicję, znalazł schronienie we Flandrii, skąd nawiązał kontakty z królami Norwegii i Szkocji, a także – być może, choć nie ma na to dowodów – z Wilhelmem, księciem Normandii. Bezpośrednim przeciwnikiem Tostiga był Morkar, który zastąpił go jako earl Northumbrii.

## Podłoże
Gdy w styczniu 1066 roku zmarł bezpotomnie król Anglii, Edward Wyznawca, witany obwołały nowym królem potężnego pana Wessexu, earla Harolda Godwinsona.
Kłopoty Harolda zaczęły się w maju, kiedy to załogi 17 drakkarów Tostiga najechały i spustoszyły południowe wybrzeże Anglii i nim król zdążył z interwencją, pożeglowały na północ, do Szkocji. Tam Tostig zawarł przymierze z Haraldem Hardraadą, któremu obiecał wsparcie w planowanej przezeń inwazji Wysp Brytyjskich.
Na początku września Hardraada, na czele 300 drakkarów, opuścił Trondheim i pożeglował ku wybrzeżom wschodniej Anglii, gdzie dołączyły okręty Tostiga. Flota wpłynęła w estuarium Humber, po czym ruszyła w górę rzeki Ouse w kierunku miasta York.

## Bitwa
Earl Edwin ruszył z pewną liczbą wojsk na wschód, by zapobiec inwazji. Anglosasi rozstawili swe oddziały tak, by mieć zabezpieczone skrzydła. Prawego strzegła rzeka Ouse, lewego zaś bagnisty teren zwany Fordlandem. Niedogodność tej pozycji polegała na tym, że wikingowie zajęli stanowiska na wyżej położonym terenie, skąd Harald miał wgląd w całe pole bitwy. Inną niedogodnością było to, że gdyby jedno ze skrzydeł zaczęło się cofać, drugie mogło znaleźć się w opałach. Cofanie się całej armii anglosaskiej mogłoby doprowadzić do zepchnięcia jej na bagna. Pozostawało tylko trzymać się tak długo jak się da lub zwyciężyć.
Armia Haralda nadciągała trzema drogami z południa. Król zajął pozycje naprzeciw Anglosasów, ale zdawał sobie sprawę, że musi minąć parę godzin zanim wszyscy jego wikingowie przybędą. W tej sytuacji ustawił najmniej doświadczonych wojów na prawym skrzydle, zaś najlepszych na brzegu rzeki.
Anglosasi uderzyli pierwsi, bowiem na razie jeszcze mieli przewagę liczebną. Żołnierze Morkara, którzy znaleźli się naprzeciw słabszego skrzydła Norwegów, jęli spychać ludzi Haralda na bagna. Tego początkowego sukcesu nie dało się jednak przekuć w zwycięstwo, bowiem nadciągało coraz więcej doborowych oddziałów wikingów wspierających tych spychanych na bagna, a siły Anglosasów słabły.
Teraz Harald rzucił część swych wojsk z prawego skrzydła do ataku na anglosaskie centrum i jednocześnie zwiększył nacisk wzdłuż brzegu Ouse. Wikingowie wciąż jeszcze byli w mniejszości, ale parli naprzód spychając obrońców w tył. Anglosasi musieli ustąpić pola. Broniący się nad rzeką ludzie Edwina zostali nagle odcięci od reszty armii, a droga przez bagna była niemożliwa, zaczęli więc cofać się do wioski, gdzie zamierzali bić się do końca. Nie minęła godzina, a wikingowie pojawili się na tyłach obrońców. Inni Norwegowie, których wciąż przybywało, znaleźli obejście bronionej pozycji i wkrótce utworzyli trzeci front przeciwko Anglosasom. Będący w coraz mniejszej liczbie i niezdolni do wyrwania się z matni, obrońcy zdecydowali się poddać, prosząc tylko, by zwycięzcy zostawili niewinną wioskę w spokoju Obiecano im to i dotrzymano, bowiem król Harald myślał o zajęciu Yorku. Edwin i Morkar zdołali zbiec.

## Skutki
Bitwa pod Fulford nie przyniosła wielkiego zwycięstwa czy przegranej żadnej ze stron, była jednak jednym z istotnych czynników wydarzeń roku 1066 w Anglii. Straty poniesione przez Anglosasów nie były decydujące, a wikingowie wciąż mieli jeszcze pokaźną armię, która teraz przygotowywała się do uderzenia na York. Ten układ sił uległ całkowitej zmianie po bitwie pod Stamford Bridge, która zakończyła się zniszczeniem armii Haralda. Straty poniesione pod Fulford mogły lec u podstaw tej klęski.
Gdyby jednak norwescy najeźdźcy zostali pobici pod wioską Fulford, król Harold nie musiałby podejmować forsownych marszów, ani ponieść strat pod Stamford Bridge, co przecież znacząco uszczupliło i osłabiło jego wojska przed bitwą pod Hastings.